# Ulota anderssoni
Ulota anderssoni là một loài Rêu trong họ Orthotrichaceae. Loài này được (Müll. Hal. ex Ångström) A. Jaeger miêu tả khoa học đầu tiên năm 1880.